# Quảng trường Thời Đại
Quảng trường Thời Đại (Times Square) là một giao lộ chính ở Manhattan, nối Đại lộ Broadway và Đại lộ Số bảy, kéo dài từ Đường 42 Tây đến Đường 47 Tây, New York. Quảng trường Thời Đại gồm những khối nhà nằm giữa Đại lộ Số sáu và Đại lộ Số chín, từ đông sang tây; giữa Đường thứ 39 Tây và Đường thứ 52 Tây, từ nam ra bắc; tạo thành phần phía tây của vùng thương mại Midtown Manhattan.
Quảng trường này được đặt theo tên của báo New York Times từ năm 1904, khi tòa soạn của tờ báo này dọn về khu vục này, trước đó quảng trường có tên là Longacre Square. Trên vài chục quán cà phê, sân khấu nhỏ và phòng quay của MTV đã tạo nên bộ mặt của quảng trường này và được chọn làm ngoại cảnh cho rất nhiều phim nhựa. Quảng trường cũng nổi tiếng với khu sân khấu Broadway với khoảng 40 nhà hát lớn giữa đường 41 và đường 53 và giữa đại lộ thứ 6 (Sixth Avenue) và thứ 9 (Ninth Avenue).
Giống như Quảng trường Đỏ ở Moskva, Champs-Elysées ở Paris hoặc Quảng trường Thiên An Môn ở Bắc Kinh, Quảng trường Thời Đại trở thành một biểu tượng đô thị của Thành phố New York. Quảng trường Thời Đại trở nên sống động và đặc trưng phần lớn là nhờ vào sự chiếu sáng của các bảng hiệu quảng cáo.
Trước và sau cuộc cách mạng Mỹ, miền đất này thuộc quyền của John Morin Scott, một nhà chiến lược của quân sự New York và làm việc dưới quyền của George Washington. Ngày nay, nhà của ông Scott Manor ở tại đường số 43, được bao quanh bởi vùng miền quê và thường được sử dụng cho mục đích trang trại và chuồng ngựa. Vào nửa đầu thế kỷ 19, nơi này trở thành một trong những nơi sở hữu của John Jacob Astor, người đã tạo ra sự may mắn lần thứ hai trong việc kinh doanh khách sạn và những mục khác làm cho thành phố phát triển một cách nhanh chóng.
Quảng trường Thời Đại còn là nơi mà những người dân đón chào năm mới hàng năm. Thường thì họ xếp hàng vào những ngày cuối năm nhìn quả cầu Quảng trường rơi từ độ cao 40m, cầu nguyện và đón chào năm mới.

## Hình ảnh khác

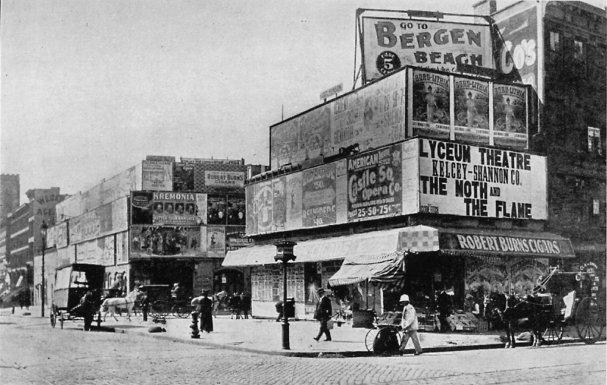
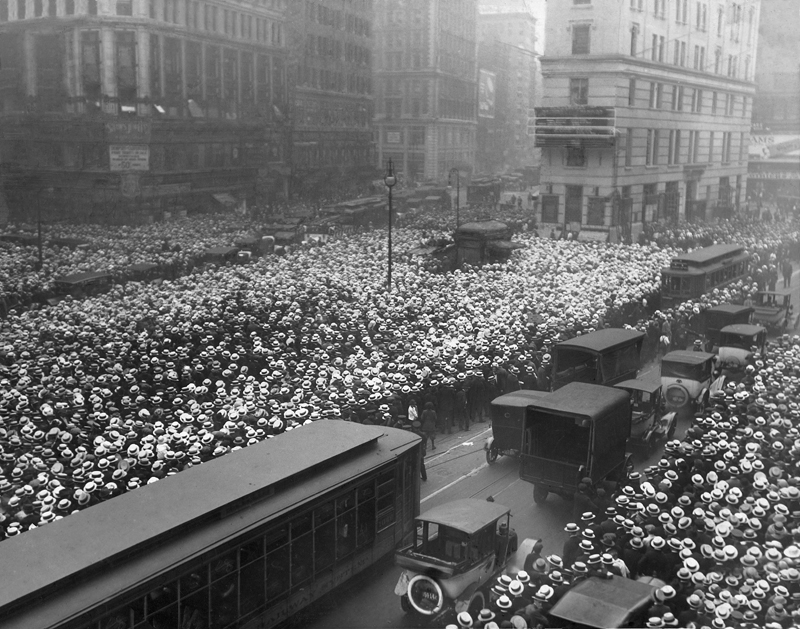
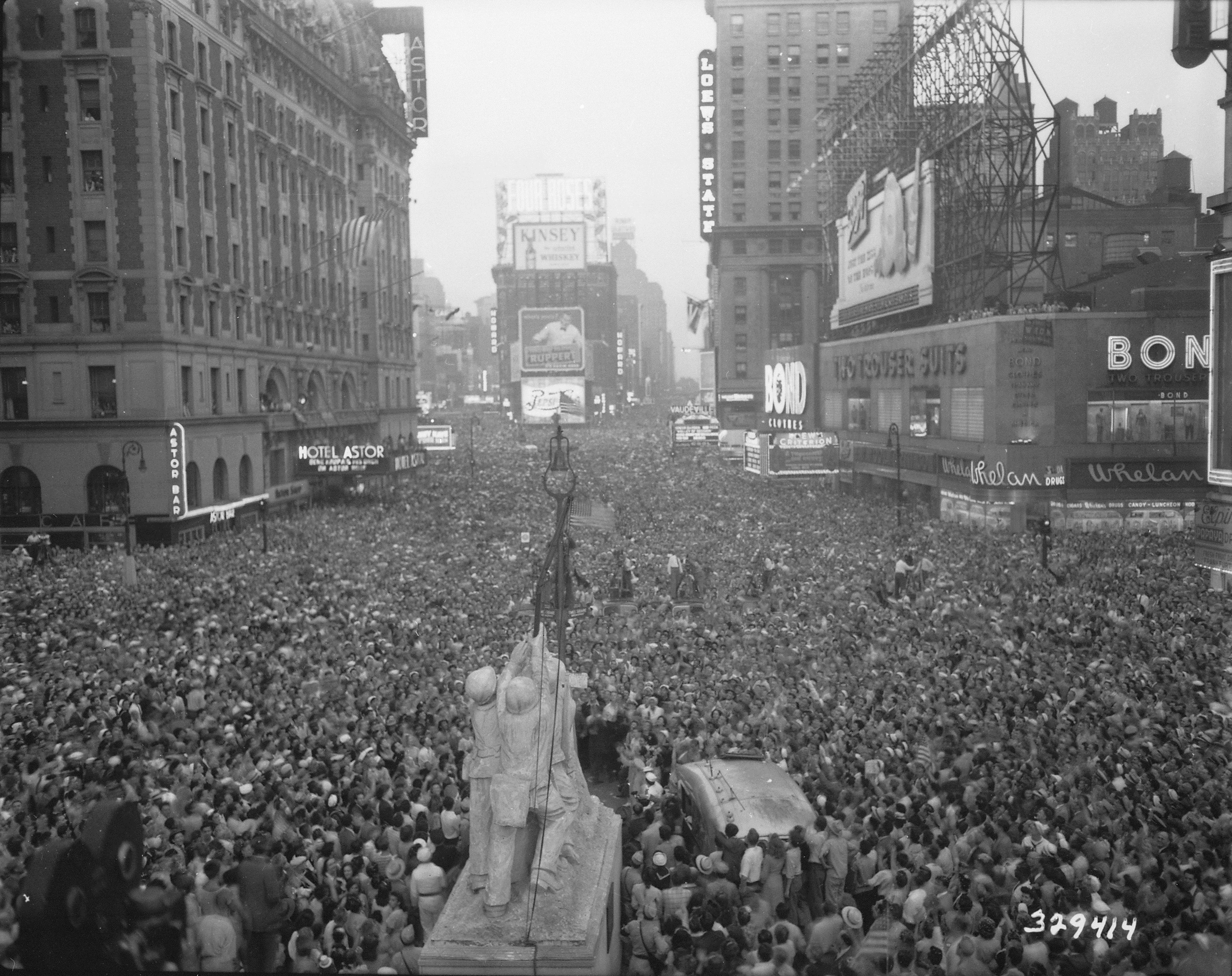
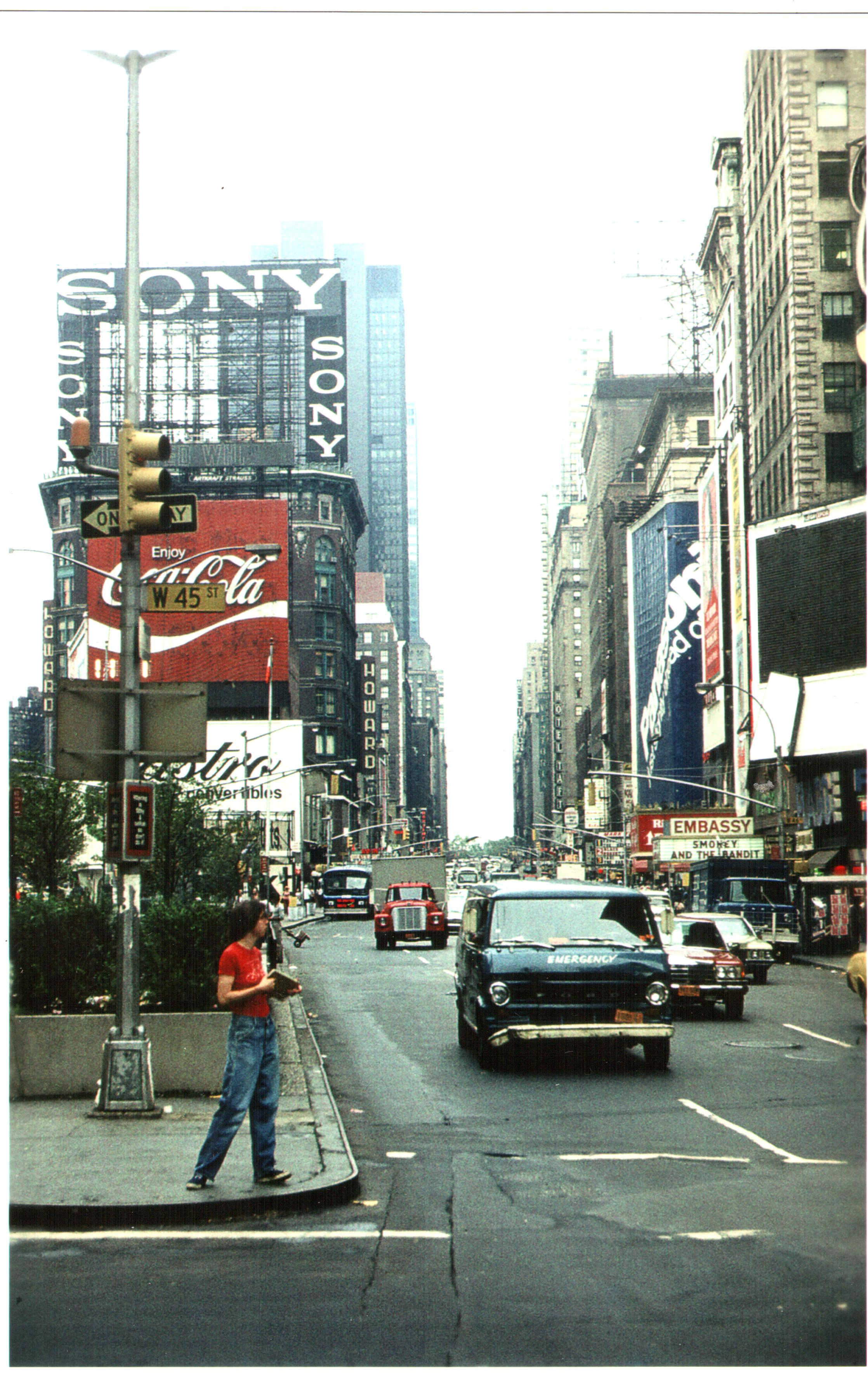
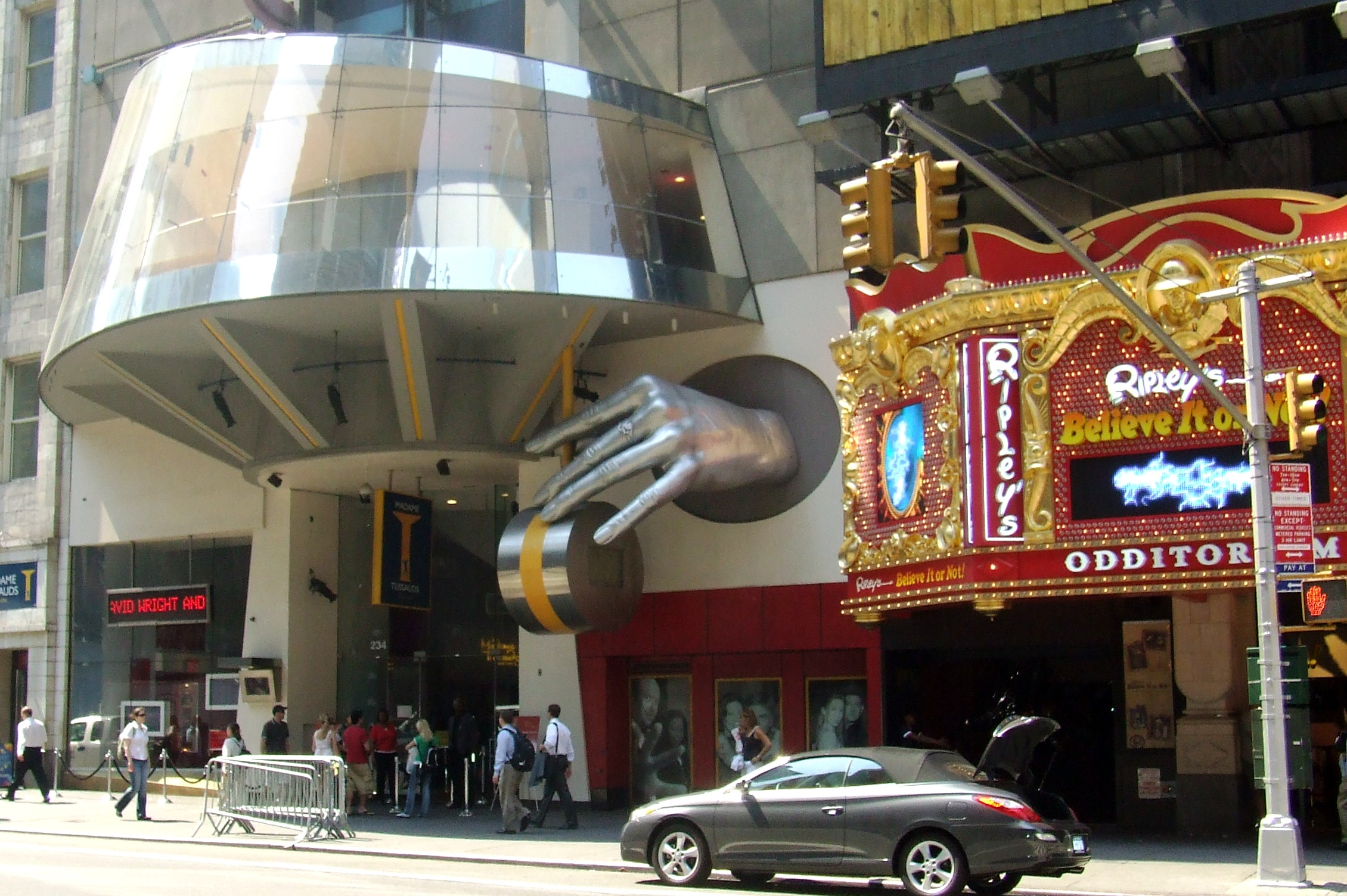
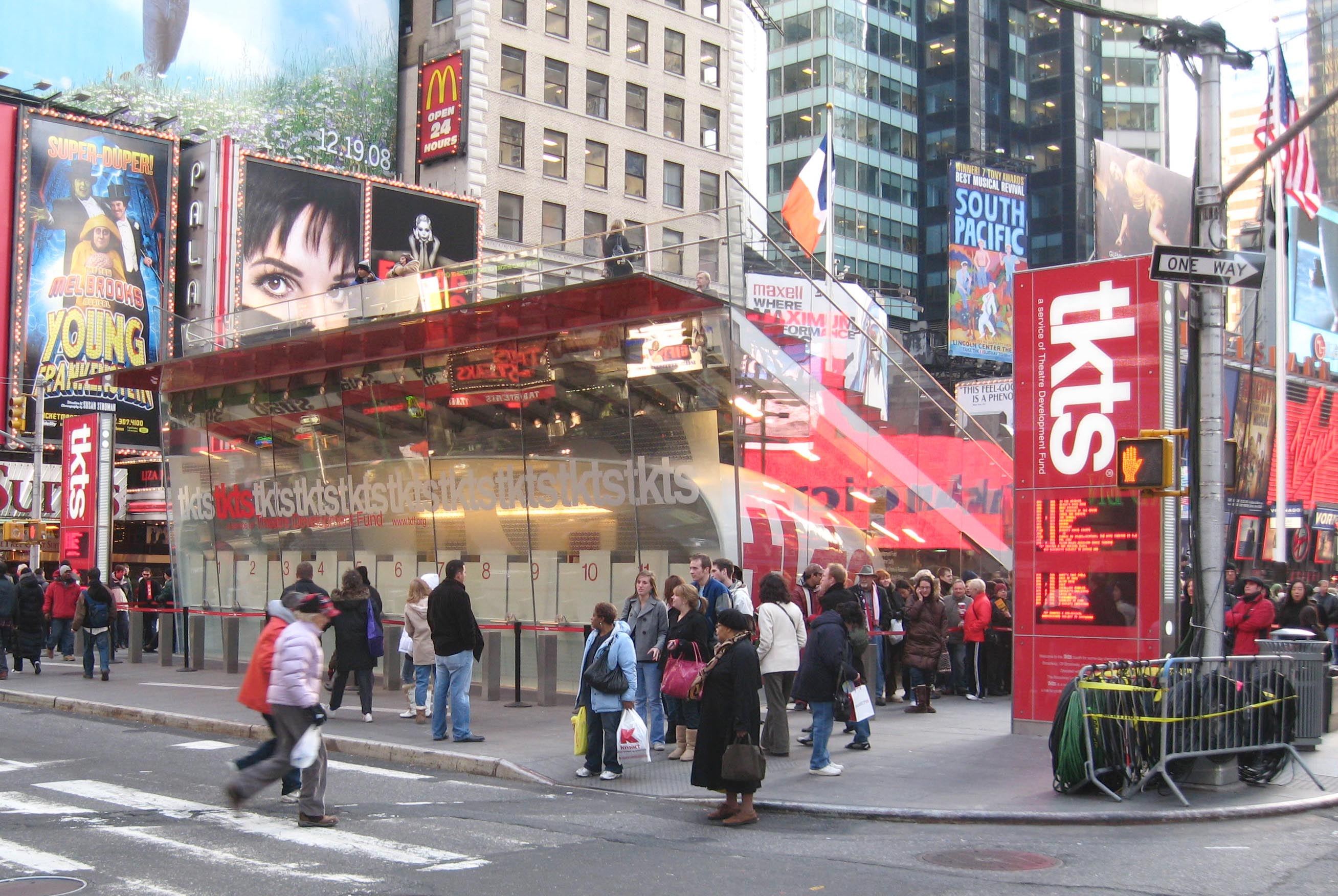
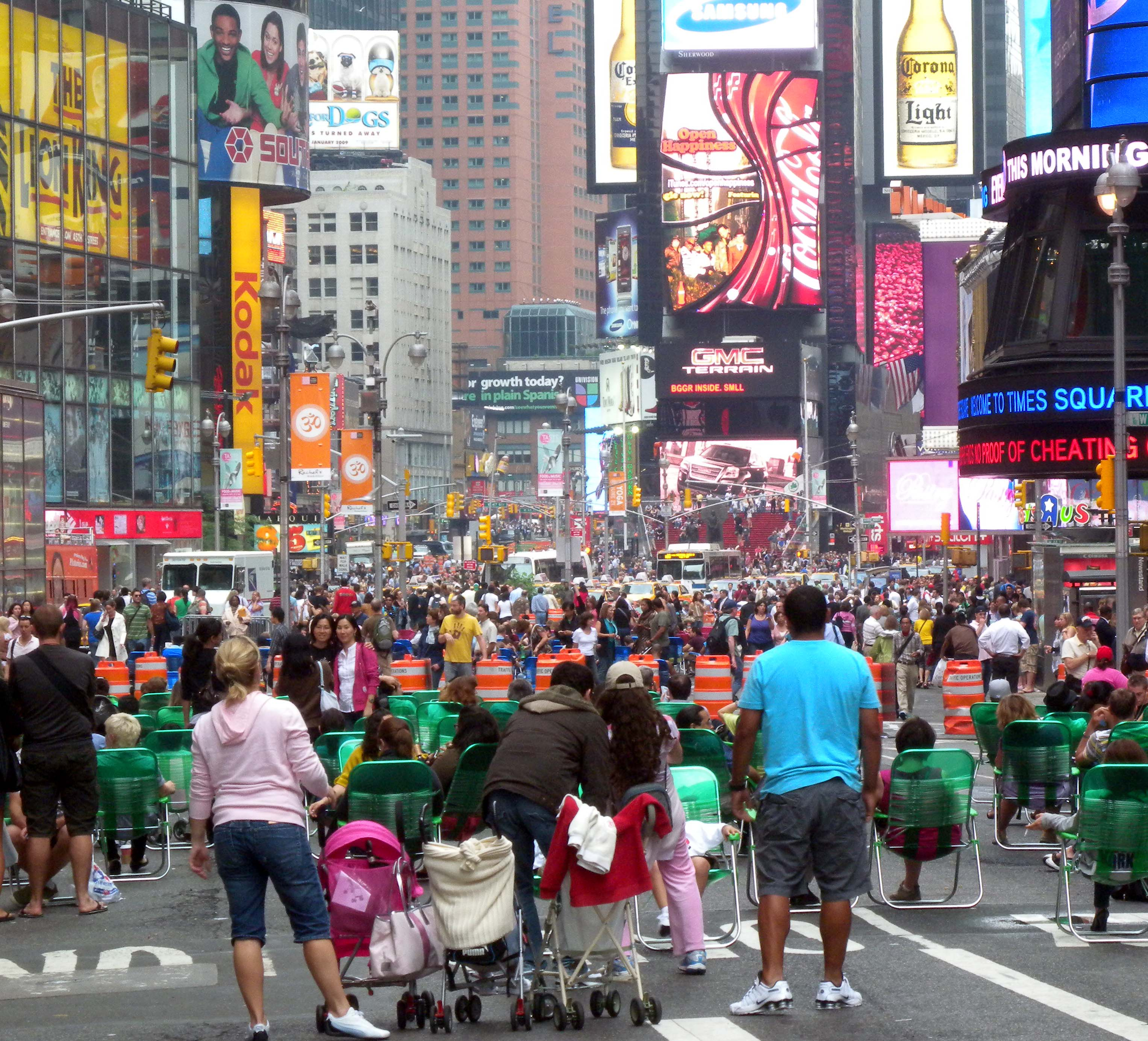
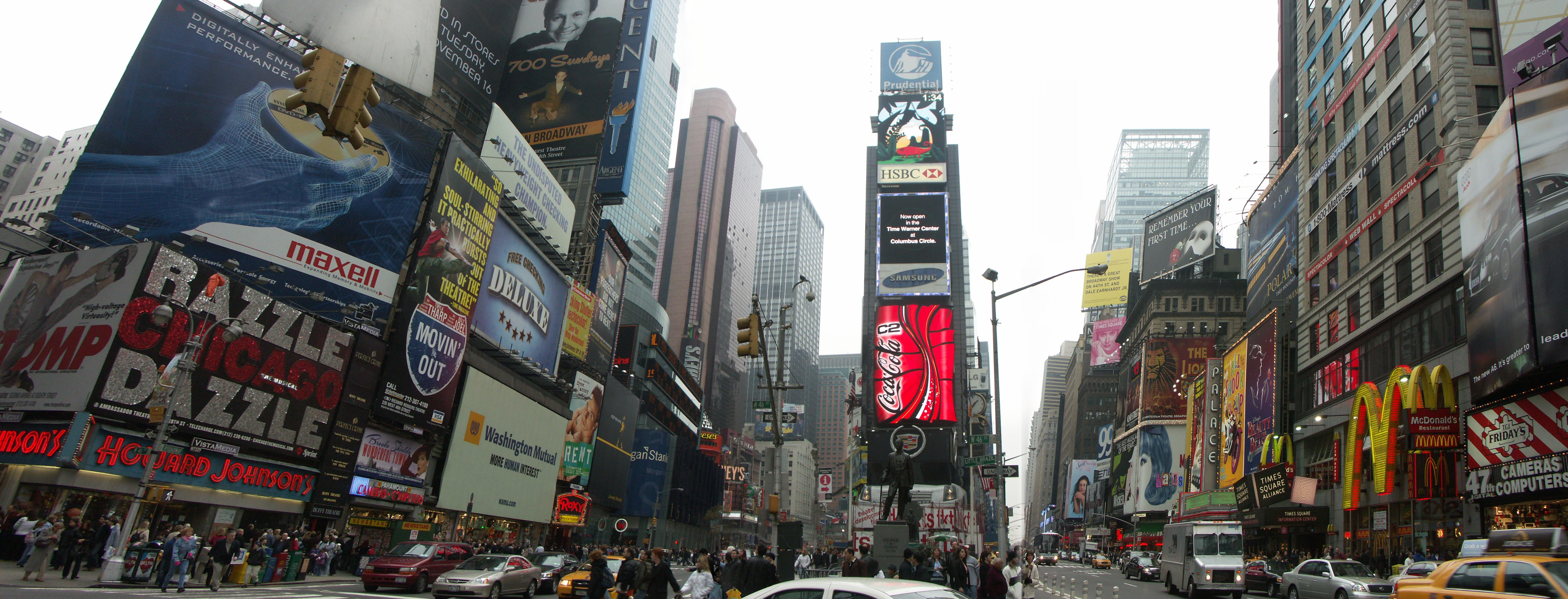
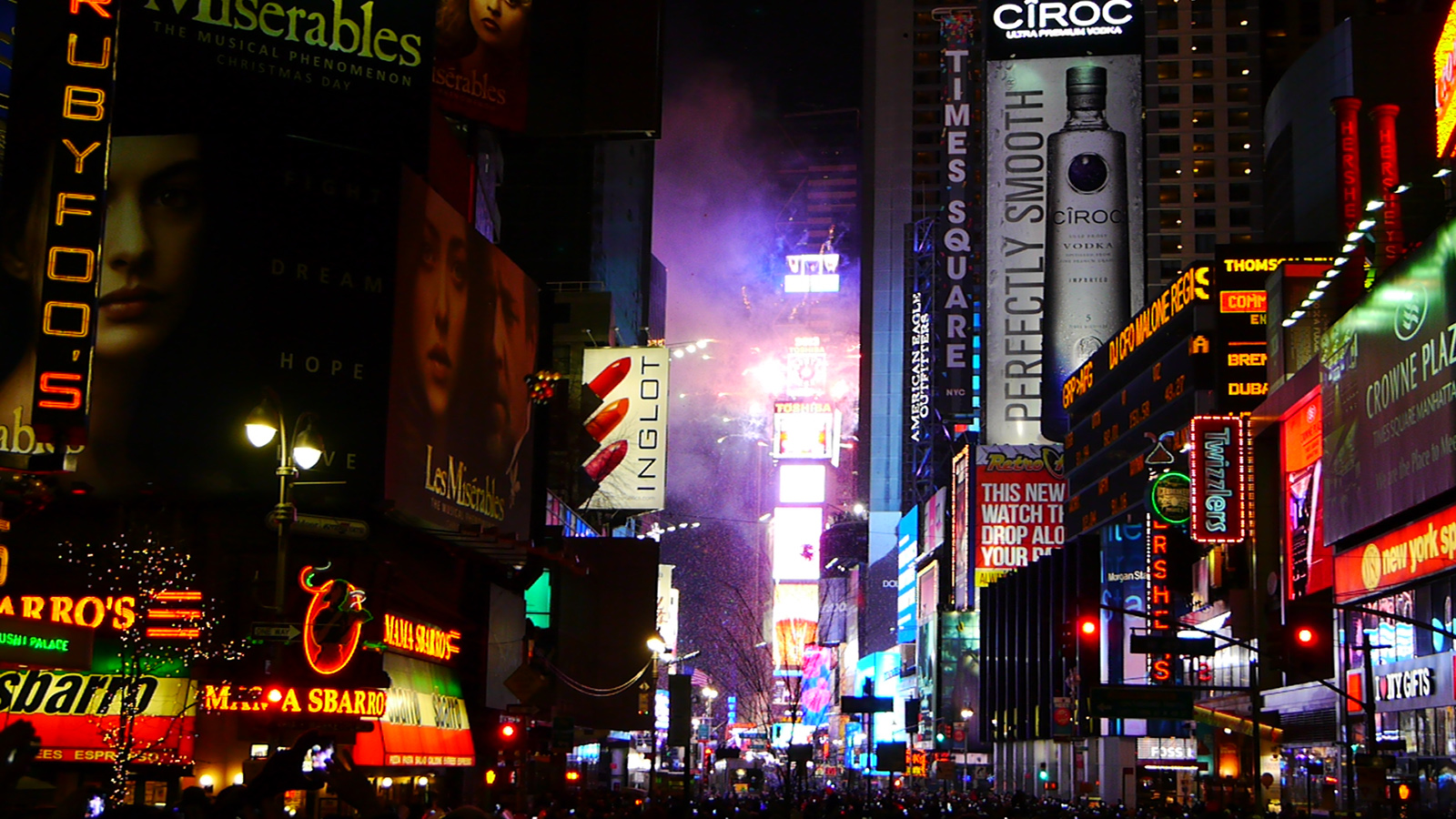
Lễ thả Quả cầu Quảng trường Thời Đại vào lúc giao thừa

- Tập tin:Times Square (2849407990).jpg